# Thysanotus glaucifolius
Thysanotus glaucifolius är en sparrisväxtart som beskrevs av Norman Henry Brittan. Thysanotus glaucifolius ingår i släktet Thysanotus och familjen sparrisväxter. Inga underarter finns listade i Catalogue of Life.